# 小林世征
小林 世征（こばやし としまさ、1959年 - ）は、日本の占い師、著作家。

## 概要
東京都出身。10代の頃よりタロットや人相や手相などの占いに興味を持ち霊能力に目覚めて研鑽を積んできた。除霊、開運相談、人生相談、企業経営のアドバイスや、気孔治療などの実績を重ねてきた。
小林にとっての霊の見え方というのは、空を飛んでいる鳥のようなものとされる。鳥が飛んでいるのをパッと見たのみでは何が飛んでいるのか分からないものの、注意を向けてみればハトやカラスが飛んでいるということが分かるように、死者の霊を見るときもこのようにして分かれるようにしている。これまでに見てきた中で印象に残っているのは、ドイツに旅行をしてノイシュヴァンシュタイン城に行った際に、王座の横にルートヴィヒ2世が立っていたこと。その時に自殺をしたのかを問えば、自殺はしていないと言ってきたとのこと。
運とは、その人が持つエネルギーの量であるとする。エネルギーが大きい人は幸運で強運であり、反対にエネルギーが小さい人は不運で悲運であるとする。富豪の家に生まれるなどで生まれながらに運が良い人もいるものの、運は努力次第で上げることができ、先天的な運と後天的な運の割合は3対7ほどであるとする。何もしないで棚からぼたもちのように運が上がることを期待する人はいるが、そのようになることはまず無く、単に待っているだけでは駄目であるとする。自らの手で運を上げるという気概を持って、しかるべき方法を実践することが大切であるとする。
良いエネルギーというのは人だけでなく場所からも貰うことができるとする。このことからパワースポットに行くということは良いことであるとする。だが既存の情報を鵜呑みにすることは良くなく、雑誌やインターネットなどでパワースポットと紹介されている場所の中には、実際はパワースポットではないものも多く混ざっているとする。間違いなくパワースポットである場所というのは、長期間にわたって繁栄してきた家門と縁の深い場所であるとする。徳川家ゆかりの地である日光東照宮や屋敷跡にはエネルギーが今も残っているとする。徳川家でなくても名君と謳われた大名の城や屋敷跡も良いとする。
2008年発売の『恐怖体験 悪霊祓い』に出演。
2010年発売の『怪談&心霊ルポDVD 北野誠のおまえら行くな。 〜飛翔編〜』に出演。
2010年に配信されたアプリ『発掘！新パワースポット』を監修。CBCラジオで放送されていた『サンデーみか』に出演。
2024年に浅草花やしきでは、ムーの創刊45周年記念とのコラボレーションをしたイベントが実施されていた。そこでは浅草花やしきの屋上にある神社を小林の秘術でパワースポットにするという催しが行われていた。